# 森谷実園
森谷 実園（もりや みその）は、日本の女性声優である。主にアダルトゲームに声をあてている。

## 出演
太字は主役・メインキャラクター。

### PCゲーム

#### 2007年
- あかね色に染まる坂（椎名 観月）

#### 2008年
- 俺たちに翼はない〜Prelude〜（渡来 明日香）
- ef - the latter tale.（羽山 水姫/火村 茜）

#### 2009年
- 俺たちに翼はない（渡来 明日香）
- ましろ色シンフォニー -Love is pure white-（乾 紗凪）

#### 2010年
- 俺たちに翼はない アフターストーリー（渡来 明日香）
- 天使の日曜日 -“ef - a fairy tale of the two.”Pleasurable Box.（羽山 水姫）
- 星空へ架かる橋（酒井 陽菜）
- なないろ航路（レイチェル・ウィンザー）
- 世界征服彼女（棟本 椿子）[1]

#### 2011年
- 俺たちに翼はないR（渡来 明日香）
- your diary（広崎 かなで）[2]
- 恋愛0キロメートル（木ノ本 華）[3]
- 晴れときどきお天気雨（春日井 なずな）[4]
- World Wide Love! 世界征服彼女ファンディスク（棟本 椿子）[5]

#### 2012年
- 星空へ架かる橋AA（酒井 陽菜、椎名 観月）[6]
- ネブ＊プラス（渡来 明日香、棟本 椿子）[7]
- 時計仕掛けのレイライン -黄昏時の境界線-（鹿ヶ谷 憂緒）[8]
- LOVELY QUEST（桜庭 水穂）[9]
- 終わる世界とバースデイ（夏越 大天使）[10]
- 月に寄りそう乙女の作法（柳ヶ瀬 湊）[11]
- 恋剣乙女（イヴ・エレイン・オースティン）
- サナララR（南方 ひかる）[12]

#### 2013年
- 時計仕掛けのレイライン -残影の夜が明ける時-（鹿ヶ谷 憂緒）[13]
- ミライセカイのプラネッタ（ちょこ）[14]
- LOVESICK PUPPIES -僕らは恋するために生まれてきた-（綾坂 志穂）
- レミニセンス（希望）[15]
- 月あかりランチ OZ sings, The last fairy tale.（西野さん）[16]
- なつくもゆるる（当麻 姫佳）[17]
- 乙女理論とその周辺 -Ecole de Paris-（柳ヶ瀬 湊）[18]
- カルマルカ*サークル（曽根原 蓮）[19]
- ラブレプリカ（佐倉 みずほ）[20]

#### 2014年
- 終わる世界と双子座のパラダイス（夏越 大天使）[21]
- 恋剣乙女〜再燃〜（イヴ・エレイン・オースティン）[22]
- your diary+H（広崎 かなで）[23]
- レミニセンス Re：Collect（大河内 希望）[24]
- 恋する彼女の不器用な舞台（アリス・サード・メイシー）[25]

#### 2015年
- 時計仕掛けのレイライン -朝霧に散る花-（鹿ヶ谷 憂緒）[26]
- ピュア×コネクト（紺野 彩里沙）[27]

#### 2016年
- 戦国†恋姫X〜乙女絢爛☆戦国絵巻〜（風魔 姫野 小太郎）[28]

#### 2017年
- Making*Lovers（鹿目 レイナ）[29]

#### 2018年
- 約束の夏、まほろばの夢 (神宮 りんか)
- Making*Lovers 激イチャアフターストーリー Vol.02 レイナ，ましろ（鹿目 レイナ）[30]

#### 2019年
- SPIRAL!!（門御 茨子）

#### 2020年
- SHUFFLE! エピソード2 神にも悪魔にも狙われている男（麻梨＝オブシウス）

#### 2021年
- Princess×Princess (麻梨=オブシウス)
- ウチはもう、延期できない。（鈴本 千紗）

#### 2023年
- ましろ色シンフォニー -Love is pure white- Remake for FHD（乾 紗凪[31]）
- ましろ色シンフォニー SANA EDITION（乾 紗凪[32]）

### オンラインゲーム
- 星彩のアステルマキナ 開発中止（レグルス）[33]

### コンシューマーゲーム
- your diary+（広崎 かなで）[34]

### CD
- 星空へ架かるラジオVol.1 - 2
- ラジオCD 「ほめられてのびるらじおZ」 Vol.2